# Fred VanVleet
Fredderick Edmund VanVleet Sr. (Rockford, 25 februari 1994) is een Amerikaans basketballer.

## Carrière
VanVleet speelde collegebasketbal voor de Wichita State Shockers van 2012 tot 2016. In 2016 nam hij deel aan de NBA draft maar werd niet gekozen nadat hij twee keer weigerde een contract te tekenen om te spelen in de NBA D-league. Hij tekende daarop bij de Toronto Raptors waarvoor hij speelde in de NBA Summer League van dat jaar. Gedurende zijn eerste seizoen speelde hij 37 wedstrijden voor de Raptors en werd gedurende het hele seizoen ook uitgeleend aan de opleidingsploeg. Aan het eind van het seizoen werd hij met de Raptors 905 kampioen van de D-league. In het seizoen 2018/19 werd hij met de club kampioen van de NBA.
In het seizoen 2019/20 startte hij in alle wedstrijden die hij speelde. In 2020 tekende hij een vierjarig contract ter waarde van 85 miljoen dollar en was op dat moment het duurste contract ooit voor een speler die niet gedraft werd. Het record werd een jaar later verbroken door Duncan Robinson met een contract van 90 miljoen dollar. In het seizoen 2021/22 werd VanVleet voor de eerste keer geselecteerd voor de NBA All-Star wedstrijd. Hij werd daarmee de vierde speler die niet gedraft werd na John Starks, Ben Wallace en Brad Miller. In 2023 tekende hij een contract bij de Houston Rockets.

## Erelijst
- NBA-kampioen: 2019
- NBA All-Star: 2022
- NBA D-League kampioen: 2017

## Statistieken

### Regulier seizoen
| Seizoen  | Team            | WG  | WS  | MPW  | 2P%  | 3P%  | FW%  | RPW | APW | SPW | BPW | PPW  |
| -------- | --------------- | --- | --- | ---- | ---- | ---- | ---- | --- | --- | --- | --- | ---- |
| 2016/17  | Toronto Raptors | 37  | 0   | 7,9  | 35,1 | 37,9 | 81,8 | 1,1 | 0,9 | 0,4 | 0,1 | 2,9  |
| 2017/18  | Toronto Raptors | 76  | 0   | 20,0 | 42,6 | 41,4 | 83,2 | 2,4 | 3,2 | 0,9 | 0,3 | 8,6  |
| 2018/19  | Toronto Raptors | 64  | 28  | 27,5 | 41,0 | 37,8 | 84,3 | 2,6 | 4,8 | 0,9 | 0,3 | 11,0 |
| 2019/20  | Toronto Raptors | 54  | 54  | 35,7 | 41,8 | 39,2 | 84,8 | 3,9 | 6,6 | 1,9 | 0,3 | 17,6 |
| 2020/21  | Toronto Raptors | 52  | 52  | 36,5 | 38,9 | 36,6 | 88,5 | 4,2 | 6,3 | 1,7 | 0,7 | 19,6 |
| 2021/22  | Toronto Raptors | 65  | 65  | 37,9 | 40,3 | 37,7 | 87,4 | 4,4 | 6,7 | 1,7 | 0,5 | 20,3 |
| 2022/23  | Toronto Raptors | 69  | 69  | 36,7 | 39,3 | 34,2 | 89,8 | 4,1 | 7,2 | 1,8 | 0,6 | 19,3 |
| 2023/24  | Houston Rockets | 73  | 73  | 36,8 | 41,6 | 38,7 | 86,0 | 3,8 | 8,1 | 1,4 | 0,8 | 17,4 |
| Carrière | Carrière        | 490 | 341 | 30,8 | 40,4 | 37,5 | 86,8 | 3,4 | 5,7 | 1,4 | 0,5 | 15,0 |
| All-Star | All-Star        | 1   | 0   | 9,0  | 50,0 | 50,0 | –    | 2,0 | 3,0 | 0,0 | 0,0 | 6,0  |

### Play-in
| Seizoen  | Team            | WG | WS | MPW  | 2P%  | 3P%  | FW%  | RPW  | APW | SPW | BPW | PPW  |
| -------- | --------------- | -- | -- | ---- | ---- | ---- | ---- | ---- | --- | --- | --- | ---- |
| 2022/23  | Toronto Raptors | 1  | 1  | 42,3 | 36,4 | 53,8 | 50,0 | 12,0 | 8,0 | 1,0 | 1,0 | 26,0 |
| Carrière | Carrière        | 1  | 1  | 42,3 | 36,4 | 53,8 | 50,0 | 12,0 | 8,0 | 1,0 | 1,0 | 26,0 |

### Play-offs
| Seizoen  | Team            | WG | WS | MPW  | 2P%  | 3P%  | FW%  | RPW | APW | SPW | BPW | PPW  |
| -------- | --------------- | -- | -- | ---- | ---- | ---- | ---- | --- | --- | --- | --- | ---- |
| 2016/17  | Toronto Raptors | 7  | 0  | 4,1  | 66,7 | 40,0 | –    | 0,1 | 0,6 | 0,1 | 0,0 | 2,0  |
| 2017/18  | Toronto Raptors | 6  | 1  | 19,0 | 33,3 | 28,6 | 87,5 | 1,7 | 2,2 | 0,0 | 0,0 | 6,8  |
| 2018/19  | Toronto Raptors | 24 | 0  | 24,7 | 39,2 | 38,8 | 77,4 | 1,8 | 2,6 | 0,8 | 0,3 | 8,0  |
| 2019/20  | Toronto Raptors | 11 | 11 | 39,1 | 40,0 | 39,1 | 84,0 | 4,4 | 6,9 | 1,6 | 0,6 | 19,6 |
| 2021/22  | Toronto Raptors | 4  | 4  | 35,0 | 35,2 | 33,3 | 83,3 | 3,0 | 6,3 | 1,8 | 1,0 | 13,8 |
| Carrière | Carrière        | 52 | 16 | 25,1 | 39,1 | 37,2 | 81,4 | 2,2 | 3,5 | 0,8 | 0,3 | 10,0 |

1 McCaw ·
2 Leonard ·
3 Anunoby ·
7 Lowry ·
8 Loyd ·
9 Ibaka ·
13 Miller ·
14 Green ·
15 Moreland ·
17 Lin ·
20 Meeks ·
23 VanVleet ·
24 Powell ·
25 Boucher ·
33 Gasol ·
43 Siakam ·
Coach Nurse